# Outil exclamatif
En grammaire, un outil exclamatif est une catégorie de mot-outil servant à marquer : 
- soit une phrase exclamative, c'est-à-dire une exclamation directe (suivie d'un point d'exclamation, donc) : 
  - Quel beau voyage tu as fait !
- soit une proposition subordonnée exclamative, c'est-à-dire une exclamation indirecte (sans point d'exclamation, donc) : 
  - Je sais quel beau voyage tu as fait.

Les outils exclamatifs sont fréquemment associés aux outils interrogatifs parce qu'ils partagent avec ces derniers un certain nombre de traits communs. Par ailleurs, dans certains cas, il n'est pas facile de faire la différence entre une exclamation et une interrogation (directe ou indirecte) :
- Oh  ! Combien de marins, combien de capitaines […] (Victor Hugo - Oceano Nox)
Ici, il s'agit bien sûr d'une exclamation (le contexte, le reste du poème, ne permet pas d'en douter). Mais d'un point de vue purement formel, cela pourrait tout aussi bien être une interrogation.

## Exclamation directe
Une exclamation directe est une phrase exclamative. Outre la présence obligatoire du point d'exclamation, l'exclamation directe utilise généralement un mot-outil exclamatif.
L'absence de ce mot-outil, correspond généralement au cas de la phrase nominale ou de l'interjection : 
- Les douze réquisitionnaires défendaient avec un tel courage le commandant, que plus d'une fois deux ou trois soldats crièrent : " Bravo ! les recrues !. Honoré de Balzac, Les Chouans.
- La porte ! / A l'aide ! / Du balai ! / Silence ! / Les femmes et les enfants, d'abord !

Mais il est fréquent que ce type de construction (phrase nominale exclamative ou interjection) utilise un mot-outil exclamatif : 
- Quelle belle journée ! / Quel idiot ! / Que d'eau !

Un mot-outil exclamatif peut appartenir à l'une des deux catégories suivantes : adjectif exclamatif (ou déterminant exclamatif) ou adverbe exclamatif. 
- Adjectif exclamatif : quel (quelle, quels, quelles), combien de, que de : 
  - Quel beau costume vous portez aujourd'hui !
  - Que d'émotion !
- Adverbe exclamatif : comme, combien, que : 
  - Comme ils sont sages ! Qu'ils sont sages !

Un adverbe est normalement un mot lexical, un mot plein. Mais lorsqu'il s'agit d'un adverbe exclamatif, celui-ci doit être analysé comme un véritable mot-outil.
Contrairement à ce qui se passe avec les outils interrogatifs, il n'existe pas de pronoms exclamatifs.

## Exclamation indirecte
Une exclamation indirecte est une proposition subordonnée complétive à caractère exclamatif. Dans l'exclamation indirecte, le point d'exclamation disparaît et les mots-outils exclamatifs deviennent des subordonnants exclamatifs :
- J'ai remarqué quel beau costume vous portiez, hier !
L'exclamation directe correspondante pourrait être : « Quel beau costume vous portiez hier ! »

Il s'agit globalement des mêmes mots-outils que dans l'exclamation directe, sauf « que », qui est remplacé par « combien » ou par « comme » :
- Il t'a dit combien tu étais belle.
L'exclamation directe correspondante pourrait être : « Que tu es belle ! »
- Tu sais comme il est patient.
L'exclamation directe correspondante pourrait être : « Qu'il est patient ! »